# Sloboda ili smrt
Sloboda ili smrt je 91. epizoda Zagora objavljena u Zlatnoj seriji #284. u izdanju Dnevnika iz Novog Sada. Na kioscima u bivšoj Jugoslaviji se premijerno pojavila 1975. godine Koštala je 6 din (1,14 DEM; 0,43 $). Imala je 94 strane. Ovo je prva od ukupno dva dela, koliko je imala ova epizoda. Nastavak je usledio u svesci Do poslednjeg daha (#285).

## Originalna epizoda
Originalno, ova sveska objavljena je premijerno u Italiji u svesci pod nazivom Liberta o morte u #91 regularne edicije Zagora u izdanju Bonelija na dan 14.1.1973. Epizodu je nacrtao Franko Donateli, a scenario napisao Gvido Nolita. Naslovnicu je nacrtao Galijeno Feri. Koštala je 200 lira. 

## Kratak sadržaj
Zagor i Čiko dolaze u gradić Skotfild u državi Džordžiji, gde se slučajno nađu usred pljačke banke koju izvodi grupa Seminola predvođena Manetolom. Tokom sukoba, Zagor uspeva da razmeni nekoliko reči sa starim prijateljem, ali biva lakše ranjen. Kada se probudi, stanovnici ga optužuju za saučesništvo u pljački i spremaju se da ga obese. U poslednjem trenutku, spašavaju ga vojnici – ne zato što veruju u njegovu nevinost, već zato što žele da ga iskoriste u poteri za pobunjenim Seminolima.

## Istorijske činjenice o Seminolama
Seminoli su kao posebna plemenska zajednica nastali u 18. veku, kada su se grupe indijanskih naroda sa prostora današnje Džordžije i Alabame, uglavnom iz saveza Krik, naselile u Floridi. Tu su se pomešali sa preostalim starosedeocima i odbeglim crnim robovima. Naziv „Seminoli“ potiče ili od španskog cimarrón – „odbegao, divlji“ – ili od krikskog izraza za „odvojen“. U 18. veku živeli su od lova, ribolova, stočarstva i trgovine, a Florida je tada, posle izmena usled ratova evropskih sila, prelazila iz španske u britansku, pa ponovo u špansku vlast. U 19. veku su tri puta ratovali sa Sjedinjenim Državama. Prvi rat (1817–1818) bio je posledica upada američke vojske u špansku Floridu. Drugi (1835–1842), najduži i najkrvaviji, vođen je protiv prinudnog preseljenja po Zakonu o uklanjanju Indijanaca. Treći rat (1855–1858) doveo je do toga da većina Seminola bude premeštena u Indijansku teritoriju (Oklahoma), dok se manji broj povukao u močvare Everglejdsa. U 20. veku potomci Seminola u Floridi i Oklahomi organizovali su plemenske vlasti, očuvali deo jezika i običaja, a danas uživaju određeni stepen samouprave i ekonomske nezavisnosti, naročito kroz razvoj turizma i preduzeća u sopstvenom vlasništvu.

## Povezane epizode
Ovoj epizodi prethodi LMS10 pod nazivom Pukovnikova podvala iz 1970. godine, dok je nastavak objavljen u redovnoj ediciji Zagora u izdanju VČ pod nazivom Osveta Seminola 2025. godine.

## Repriza ove epizode
Epizoda je reprizirana u bivšoj Jugoslaviji u istoimenoj svesci u #932. Zlatne serije, koji je izašao krajem 1988. godine i koštao 2.700 dinara.
Pogledati još: Spisak svih epizoda Zlatne serije.